# Dante Masocco
Dante Angelo Masocco (Bagnone, 17 marzo 1936 – Siracusa, 30 luglio 2015) è stato un cestista italiano.

## Biografia
Era il fratello dell'atleta Maria Stella e lo zio delle pallavoliste Guendalina e Veronica Buffon e dell'ex portiere della Juventus e della nazionale Gianluigi Buffon.
Abitava a Cantù dove svolgeva la professione di agrimensore, ha contribuito in particolar modo alla costruzione dei maggiori edifici della città del mobile. Divenne anche consigliere comunale della cittadina lombarda.
È morto a 79 anni cadendo da una scogliera in contrada Asparano a Siracusa, luogo dove trascorreva le vacanze da più di trent'anni.
Molto legato alla Sicilia, il funerale si è svolto presso la Chiesa di San Tommaso al Pantheon di Siracusa, poi è stato cremato a Messina e tumulato a Cantù.

## Carriera
Nato a Treschietto, frazione di Bagnone, in Lunigiana (Toscana) e appassionato di pallacanestro si trasferì in Lombardia nel 1957 per giocare nella Pallacanestro Cantù che giocava all'epoca nei primi posti in Elette (l'odierna serie A). Entrato nella squadra divenne un giocatore importante, si trasferì nel 1963 alla Pallacanestro Milano che giocava in serie A (odierna Legadue) e dove contribuì subito alla promozione in massima serie.
Militò nella squadra meneghina fino al 1968 quando sì trasferì al Pallacanestro Vigevano, tornando quindi a giocare in seconda serie, a Vigevano giocò alcuni campionati sfiorando la promozione e altri di metà classifica, concluse quindi la carriera nel Pallacanestro Varedo in serie D nel 1973.

## Palmarès

### Club

#### Competizioni nazionali
- Serie A2: 1

Pallacanestro Milano 1958: 1963-64